# Stilbops mexicanus
Stilbops mexicanus là một loài tò vò trong họ Ichneumonidae.